# 垂仁天皇
垂仁天皇（日语：／ Suinin Tennō）是日本自神武天皇後的第11代天皇（垂仁天皇元年1月2日—垂仁天皇99年7月1日在位）。垂仁天皇崩於纏向宮，時年140歲。雖然《日本書紀》和《古事記》中記載了他的事跡，但其真實性尚有疑問。

## 事跡
先任皇后是狹穗姬命，但因為皇后的兄長狹穗彥發起了叛亂，皇后追隨哥哥投火自盡。此後，從丹波迎接日葉酢媛命為繼任皇后。同時，以倭姬命執掌天照大神的祭祀，並創立了伊勢神宮。日葉酢媛命皇后臨終時，接受野見宿禰的建議，將一泥人偶作為自己的替身代替自身下葬，但這只是傳說。除此以外，相撲節會的起源故事，天日槍和田道間守的傳說也源於此時期。

## 陵
他葬於菅原伏見東陵（すがわらのふしみのひがしのみささぎ）。
此皇陵，比照奈良市尼姑町的寶來山古墳（前方後日元墳，全長227米）來建做。 近鐵僵原線的尼姑十字路口站附近。（垂仁天皇陵）

## 家族
- 父：崇神天皇
- 母：御间城姫命
- 皇妻：
  - 狹穗姬命
  - 日葉酢媛命
- 皇妃：
  - 渟葉田瓊入媛
  - 真砥野媛
  - 薊瓊入媛
  - 迦具夜比賣
  - 綺戶辺
  - 苅幡戶辺
- 皇子：
  - 誉津別命（母狹穗姬命）
  - 五十瓊敷入彦命（母日葉酢媛命）
  - 景行天皇（大足彦忍代別尊，母日葉酢媛命）
  - 稚城瓊入彦命（母日葉酢媛命）
  - 鐸石別命（母渟葉田瓊入媛）
  - 息速別命（母薊瓊入媛）
  - 袁那弁王（母迦具夜比賣）
  - 磐撞別命（母綺戶邊）
  - 祖別命（母苅幡戸辺）
  - 五十日足彦命（母苅幡戸辺）
  - 胆武別命（母苅幡戸辺）
  - 円目王（母不明）
- 皇女：
  - 大中姬命（母日葉酢媛命）
  - 倭姬命（母日葉酢媛命）
  - 膽香足姬命（母渟葉田瓊入媛）
  - 稚浅津姬命（母薊瓊入媛）
  - 兩道入姬命（母綺戶邊）

## 相關
| 前任： 崇神天皇 | 日本天皇 | 繼任： 景行天皇 |